# Attentats de Hanau
Les attentats de Hanau ont lieu le 19 février 2020, quand neuf personnes sont tuées et cinq blessées par un terroriste qui attaque deux bars à chicha à Hanau en Allemagne. Après les attaques, le terroriste est retourné à son appartement où il a tué sa mère et s'est suicidé. Le massacre a été défini comme un acte terroriste par le ministère fédéral de l'Intérieur. Le terroriste n'a été lié à aucune organisation ou groupe extrémiste mais les attentats ont été liés à la montée de l'extrême droite en Allemagne.

## Contexte
L'Allemagne est confrontée au cours des années 2010 à un double phénomène de montée de l'extrême droite et de retour du terrorisme.
Avec la crise migratoire en Europe, l'extrême droite allemande a gagné en puissance et en visibilité, et ses résultats aux diverses élections ont augmenté, notamment le parti Alternative pour l'Allemagne. La rhétorique de ce parti, basée sur la défiance permanente envers les migrants, les musulmans, l’État allemand et les médias, est accusée par les spécialistes en service de renseignement d'avoir décomplexé les discours d'individus de droite encore plus radicalisés qu'eux, et donc d'avoir favorisé des projets d'attaques et des passages à l'acte, et ceci depuis les émeutes anti-migrants de 2017. Le spécialiste de l'extrême droite Robert Lüdecke précise que ces passages à l'acte se déclenchent parce que les extrémistes violents ne se sentent plus seuls.
Si le terrorisme qui touche l'Allemagne est djihadiste (attentats de Wurtzbourg, d'Ansbach et de Berlin) dans un premier temps, les services de renseignement et la classe politique allemande se préoccupent d'un retour du terrorisme d'extrême droite, un phénomène qui semble se développer en Occident depuis les attentats de Christchurch en mars 2019 en Nouvelle-Zélande (bien que de nombreux autres attentats d'extrême droite de moindre ampleur que Christchurch aient été commis dans des pays occidentaux au cours des années 2010). Ce qui en Allemagne s'est traduit par le retour du terrorisme avec le meurtre de Walter Lübcke, un élu CDU/CSU qui a été assassiné à son domicile par un néonazi à cause de son engagement en faveur de la politique d'accueil des réfugiés. Plus tard, en octobre 2019, un autre attentat d'extrême droite antisémite, a été commis à Halle-sur-Saale et a provoqué 2 morts. Plusieurs groupuscules et mouvement d’ultra-droite ont déjà été démantelés. Le 17 février 2020, deux jours avant les fusillades de Hanau, un groupuscule terroriste d'extrême droite est démantelé, ses douze membres sont tous arrêtés dans cinq länders différents et de nombreuses armes sont saisies. Ils projetaient des attaques contre des mosquées et des étrangers dans le but de « lancer une guerre civile » en Allemagne,. À la suite de ces interpellations, l'Allemagne a durci sa législation en votant le 19 février 2020, le jour-même des fusillades, des lois obligeant les réseaux sociaux à signaler les contenus haineux,.
Le nombre de militants d’ultra-droite a baissé par rapport aux années 1990 (estimé à 65 000 au début des années 1990 contre 32 000 en janvier 2020). Mais ceux-ci sont devenus plus violents, commettant neuf fois plus d'actes violents (1 400 relevés en 1990 contre 12 700 en 2019), encouragés par le climat de xénophobie qui s'est installé au sein d'une partie de la population allemande — bien que la majorité de la population allemande y soit opposée. Toutefois, le nombre d'extrémistes de droite connus des autorités dans les mois précédant les attentats passe de 24 100 en 2018 à 32 080 en 2019. Cinquante personnes d’ultra-droite sont particulièrement surveillées car elles sont considérées comme dangereuses envers l’État allemand.

## Déroulement des événements
Les fusillades ont été commises à 22 h, le 19 février 2020, dans deux bars à chicha, l'une au Midnight sur la place centrale de Hanau, et l'autre à l'Arena Bar & Café dans le quartier ouest de Kesselstadt (de). Tobias Rathjen tire d'abord sur le Midnight, y tuant trois personnes, avant de tirer sur le café La Vôtre à côté. Puis il prend sa voiture et se rend à Kesselstadt, où il appuie sur la sonnette de l'Arena Bar & Café pour pouvoir rentrer dans la zone fumeur, et il tire sur les clients et les serveurs. En sortant, il tire sur les occupants d'une voiture qui passait devant le bar. Il reprend alors son véhicule pour rentrer chez lui. Trois personnes ont été tuées au Midnight et cinq autres durant la seconde fusillade. Une troisième fusillade serait signalée dans le quartier nord de Lamboy mais n'est pas encore confirmée, un important contingent de policiers se trouvait dans la région, a rapporté l'agence de presse DPA. Les premiers rapports faisaient état d'au moins neuf morts et de plusieurs autres blessés.
Plus tard dans la nuit, les forces de l'ordre ont annoncé qu'un homme de 43 ans, Tobias Rathjen, avait été retrouvé mort à son domicile à Hanau et ont en plus découvert un autre corps (celui de sa mère âgée de 72 ans).
Son père, Hans-Gerd Rathjen, un homme de 72 ans présent au domicile, a survécu. Il est connu de la police pour des affaires d'extorsion et d'accusations calomnieuses. Il est sorti menotté de sa maison mais son rôle n'a pas encore été éclairci par l'enquête.

## Bilan humain
Selon le premier bilan, les fusillades ont provoqué au moins neuf morts, sans compter les deux corps retrouvés au domicile du tireur présumé, et six blessés dans un état critique.
Une femme de 35 ans, enceinte de jumeaux, a été tuée lors de cette attaque. L’ambassade de Turquie à Berlin a confirmé que cinq morts sont de nationalité turque et le propriétaire de l'Arenar bar qui les connaissait précise qu'ils étaient kurdes. Le consulat général de Bosnie-Herzégovine à Francfort indique qu'une des victimes était Bosnienne.
| Nationalité        | Morts               |
| ------------------ | ------------------- |
| Turquie            | 5                   |
| Allemagne          | 4 (+ le terroriste) |
| Bosnie-Herzégovine | 1                   |
| Total              | 11                  |

## Enquête
Le lendemain des attaques, le corps du tireur présumé et un autre (celui de sa mère) sont trouvés à ce domicile. Une vidéo et une lettre ont été retrouvées à proximité de sa dépouille. La lettre fait état d'opinions confuses, dont beaucoup sont également d'extrême droite,. Plusieurs jours auparavant Tobias Rathjen avait publié « un message personnel pour tous les Américains », mais la vidéo a été supprimée de YouTube. Un manifeste de 24 pages a été publié sur internet, possiblement par l'auteur présumé. Ce manifeste fait mention d'une volonté de nettoyage ethnique et une croyance en des opérations de contrôle mental. Des munitions et des chargeurs sont retrouvés dans la voiture du suspect. Celui-ci, de nationalité allemande, est possesseur d'un permis de chasse. Après cette découverte, la police fait savoir qu'elle ne dispose d'aucun indice qui laisserait penser que d'autres personnes seraient impliquées.
L'adresse du site web de Tobias Rathjen était taguée depuis des mois sur le côté du bâtiment qui héberge l'Arena Bar & Café, ce qui laisse supposer un acte prémédité de longue date,. De plus, les images de caméras de vidéosurveillance du bar montrent qu'il était venu en reconnaissance plusieurs jours avant l'attentat.
Le père du suspect a été arrêté la nuit de l'attentat.
Fin 2018, Rathjen se rend aux États-Unis dans un but encore inconnu. Selon un article de Die Zeit, il s'est envolé pour Denver le 4 novembre 2018 et a indiqué à son arrivée comme destination de voyage Grand Encampment, une petite ville du sud de Wyoming comptant environ 2 000 habitants. Les enquêteurs du FBI et du BKA cherchent actuellement à savoir si Rathjen y a pris contact avec les autoproclamés Templiers ou avec une milice locale. En novembre 2019, Rathjen a déposé une plainte auprès du parquet judiciaire à Hanau et du procureur général fédéral près la Cour fédérale à Karlsruhe pour une prétendue surveillance par un grand service secret. Le procureur général fédéral Peter Frank a souligné qu'aucun danger n'était né de cette plainte. Frank n'y avait pas de base juridique pour remettre en question le registre national des armes à propos d'un tel rapport.
Fin mars 2020, la presse allemande révèle que les enquêteurs de l'Office fédéral de la police criminelle (BKA) ne classent pas l'attaque de Hanau comme étant un acte d'un extrémiste de droite. Tobias R. aurait choisi ses victimes pour attirer autant que possible l'attention sur son mythe du complot. Il n'est pas passé par une radicalisation d'extrême droite typique. Selon les enquêteurs, rien n'indique non plus que l'auteur se soit occupé de l'idéologie de droite ou des terroristes de droite et de leurs actions.

### Lettre de suicide
Tobias Rathjen laisse derrière lui une vidéo et un « manifeste de 24 pages » témoignant d'une « haine des étrangers et des non-blancs », où « il appelle à l'extermination de plusieurs pays en Afrique du Nord, au Proche-Orient et en Asie centrale » en usant « de termes explicitement eugénistes, affirmant que la science prouve que certaines races sont supérieures », selon le spécialiste en terrorisme Peter Neuman,,. L'ICSR, un centre de recherche universitaire britannique issu du département des études de guerre du King's College, spécialisé dans le terrorisme et la violence politique, sa vidéo reprend les « récits traditionnels d'extrême droite sur la race et l'immigration », mais aussi des théories conspirationnistes à un niveau paranoïaque, où prétend avoir été suivi par des agents secrets toute sa vie. Enfin, il termine sur les mots « Wahrheit macht frei », « La vérité rend libre », référence évidente au slogan Arbeit macht frei, « Le travail rend libre », inscrit à l'entrée des camps de concentration et d'extermination - notamment Auschwitz - lors de la Seconde guerre mondiale.

### Profil du terroriste présumé
Tobias Rathjen était un Allemand de 43 ans, né à Hanau le 17 février 1977. D'après les écrits et la vidéo qu'il a laissé derrière lui, il était raciste, xénophobe, eugéniste, avec des envies génocidaires envers les peuples non blancs, et considérait la race blanche comme supérieure. Il était également conspirationniste et paranoïaque, et aurait pensé avoir été suivi par des agents des services secrets toute sa vie. Misogyne, il se décrit aussi comme un « incel », « confessant n'avoir jamais eu de relation avec une femme »,. Rathjen était un tireur régulier et connaissait bien les armes. Il aurait utilisé au moins trois armes le soir de son attaque — selon les informations de Bild, le terroriste a tiré avec un Walther PPQ et un SIG Sauer P226. Rathjen possède une carte de propriétaire d'armes à feu depuis l'été 2013 et était membre d'un club de tir. L'administration du district de Main-Kinzig à Gelnhausen a vérifié pour la dernière fois son aptitude à transporter des armes il y a un an.
Le contenu de la brochure et de la vidéo est parfois interprété par les observateurs comme une indication d'une maladie mentale de l'agresseur, en particulier la schizophrénie,. Le président du BKA, Holger Münch, a parlé d'une « maladie psychotique grave ». Selon le psychiatre légiste Nahlah Saimeh, les déclarations dans la brochure du délinquant indiquaient une maladie psychotique grave, probablement une schizophrénie paranoïde-hallucinatoire. La criminologue Britta Bannenberg fait une déclaration similaire. Si l'attitude extrémiste de droite de l'auteur a influencé le type de radicalisation, le type d'acte et la sélection des victimes, la schizophrénie paranoïde doit être considérée comme la cause de l'acte.
Le rapport d'Henning Sass, l'un des experts judiciaires les plus expérimentés du pays, présenté au sous-comité du parlement de l'État de Hesse en février 2022, rejoint les conclusions précédentes concernant la personnalité de l'auteur de l'attentat. Henning Sass voit des indices clairs d'une schizophrénie délirante chez l'attaquant de Hanau. Celle-ci se serait clairement manifestée pour la première fois en 2001, alors que l'auteur étudiait l'administration des affaires à Bayreuth. Persuadé d’être écouté par les services de renseignement, l'assassin porte plainte alors pour « viol psychologique avec la participation des services de renseignement ». En 2004, il porte à nouveau plainte convaincu d’être écouté par la CIA. L'affaire est classée. Selon Henning Sass, sa maladie bien que moins visible entre-temps est finalement devenue de plus en plus prégnante et s'est mêlée à des opinions ethniques et racistes. Pour le psychiatre légiste, dans le cas de Rathjen, le trouble mental et le motif raciste sont inséparables.

## Conséquences
Les autorités allemandes annoncent qu'elles vont renforcer la surveillance des milieux d'extrême droite, et qu'elles vont mettre en place d'un système d'évaluation de la menace émanant des militants d'extrême droite violents, « à l'instar de ce qui existe pour le terrorisme islamiste ».
Le vendredi 21 février, le ministre de l'Intérieur Horst Seehofer annonce que la surveillance va être renforcée autour des mosquées, des aéroports, des gares et des frontières du pays,. Il annonce également que les conditions de possessions d'armes vont être durcies, projet sur lequel il reçoit le soutien immédiat de membres de la droite conservatrice. La ministre de la Justice Christine Lambrecht a promis que le gouvernement « examinerait minutieusement » comment des « extrémistes » peuvent se trouver légalement en possession d'armes et considère les attentats d'extrême droite comme le « danger numéro un pour la démocratie ».
Le double attentat raciste prend une dimension politique avec la montée depuis 2013 du parti d'extrême droite Alternative pour l'Allemagne (AfD), xénophobe et qui critique la repentance allemande au sujet du nazisme. Lars Klingbeil, le secrétaire général du Parti social-démocrate d'Allemagne, exige que l'AFD soit placée sous surveillance des services de renseignement. Pour Michael Roth, secrétaire d’État aux affaires européennes social-démocrate « Le milieu à l’origine d’actes comme ceux de Hanau se nourrit idéologiquement de fascistes comme Björn Höcke [chef de l’AfD en Thuringe]. La haine de la démocratie, le racisme, l’antisémitisme, la haine contre les Tziganes et l’islamophobie prospèrent sur des terres fertiles. Pour cela, je maintiens ma position : l’AfD est le bras politique du terrorisme d’extrême droite. ». Selon un sondage 60% des allemands considèrent l'AfD comme en partie responsable des attentats. Aux élections régionales de 2020 à Hambourg, l'AfD remporte 5,3 % des voix, contre 6,1 % en 2015. L'une des raisons de cette perte de voix pourrait être sa mise en cause dans les attentats de Hanau.

### Comportement du père
Hans-Gerd Rathjen, le père du criminel, joua un rôle majeur dans la vie de son fils. Il l’accompagnait à l’agence pour l’emploi et, muni d’une procuration écrite, il intervenait en sa faveur et souvent se plaignait pour lui contre l’agence. Un collaborateur de l’agence témoigna après la fusillade que la parole du père avait pour son fils valeur de loi.
La nuit des meurtres, la police trouva le père sans blessure visible dans l’appartement du criminel. Elle l’interrogea, le fit examiner brièvement quant à son état psychiatrique, puis le laissa libre en l’absence d’éléments prouvant sa participation à l’attentat. Lors de son interrogatoire, il affirma que son fils avait été victime d’une organisation de renseignements agissant au niveau mondial. Ses agents l’auraient tué dans une forêt et auraient déposé son cadavre dans la maison de ses parents ; un agent déguisé sous l’apparence de son fils aurait commis les meurtres.
Durant les mois suivants, il porta plainte à plusieurs reprises, notamment contre la perquisition de sa maison, contre l’intervention d’un commando spécial d’intervention (Spezialeinsatzkommando / SEK), contre sa détention temporaire et son traitement à l’hôpital. Il qualifia les victimes de «criminels», la commémoration des victimes d’« incitation à la haine » et exigea l’élimination des sites de commémoration du paysage urbain de Hanau. Il dénonça l’« atteinte à l’intégrité du cadavre » de son fils parce que la Ville de Hanau l'aurait inhumé en mer sans son autorisation et traita le parquet  d’« organisation politique » ayant pour but, comme dans le procès du NSU et l’assassinat de Walter Lübcke, d'étouffer toutes les vérités. Son licenciement par son ancien employeur aurait été une discrimination envers « sa race ». Dans des e-mails adressés à une personne de sa famille, il fit référence aux « écrits scientifiques de Monsieur Thilo Sarrazin » en expliquant qu'il les approuvait. Il réclama en outre les armes du crime et les munitions de son fils et exigea le déblocage de son site web. Ce dernier lui avait demandé dans un mot d’adieu de maintenir son site « par tous les moyens ».
Le parquet ne trouva aucun élément qui indiquerait que le père de Rathjen ait eu connaissance des plans criminels de son fils et ait participé à leur exécution. Quelques années avant le crime, il avait photographié le deuxième lieu du crime (l’Arena Bar).
En 2021, le père de Rathjen proféra des insultes envers les familles des victimes lors d’une veillée de commémoration, les traitant d’« étrangers sauvages » et le SEK de « commando terroriste ». Il accusa en outre le maire de la ville de Hanau, Claus Kaminsky, de fraude électorale. Une parente porta plainte contre lui en raison de son comportement. Un psychiatre constata chez lui un trouble psychotique commun, empreint d’une vision du monde et d’hallucinations d’extrême droite (« paranoïa de combat ») ; il le déclara néanmoins responsable de ses actes. Il fut condamné à une amende pour insulte, mais acquitté de l’accusation d’incitation à la haine.
Il continua de diffuser ses fantasmes complotistes et ses opinions racistes sur un site Internet et dans un livre. Les familles des victimes le ressentirent comme des railleries et de nouvelles menaces à leur encontre. Elles craignaient qu’il puisse ainsi influencer d’autres personnes et les inciter à commettre des actes similaires, et elles réclamèrent une action énergique des autorités.
En 2022, il se rendit à plusieurs reprises devant la maison de la famille Unvar, il agressa et menaça la mère de la victime, notamment avec des commentaires sur l’attentat de Yom Kippour de Halle-sur-Saale de 2019. Il aurait en outre tenté de poursuivre des amis de victimes avec un chien dans le quartier de Kesselstadt (Hanau) et de les provoquer. Après deux mises en examen pénales, il fut condamné dans un premier temps à 14 jours d’interdiction de contact et de rapprochement avec les plaignants. Il contrevint sans cesse à cette interdiction et ne paya pas les amendes pour insultes et pour les six infractions à la loi de protection contre la violence. Cela lui valut en mars 2023 une peine de détention de substitution longue de 70 jours. Il fut toutefois libéré au bout de deux jours car le parquet lui découvrit une fortune cachée et recouvra les amendes.
En mai et juin 2024, il exigea dans plusieurs lettres de menace à la famille Unvar qu'elle quitte l’Allemagne, retire toutes les publications contre lui et son fils et lui verse un dédommagement chiffré en millions d’euros. Il se qualifia de « copropriétaire de la République fédérale d’Allemagne » et son appartement de « site de commémoration de R. ». La famille demanda aux autorités de l’éloigner de leur voisinage. Le maire de Hanau, Claus Kaminsky, porta de ce fait à nouveau plainte contre lui pour incitation à la haine. La Ville de Hanau lui avait déjà interdit l’accès à l’hôtel de ville, aux crèches et aux écoles de Hanau. Le tribunal cantonal de Hanau étendit l’interdiction existante de rapprochement aux moyens de communication à distance et le menaça pour toute nouvelle lettre à la famille Unvar d’une amende pouvant aller jusqu’à 25 000 euros ou d’une détention administrative pouvant atteindre une durée de six mois. Le parquet de Hanau avait déjà précédemment engagé 48 procédures contre lui, entre autres pour insultes, menaces, fausse suspicion, violation de domicile, rébellion contre huissier de justice et 30 infractions à la loi sur la protection de la violence.
En février 2024, les renseignements fédéraux perquisitionnèrent la maison et le garage de Rathjen dans le cadre d’une enquête sur des infractions à la loi sur les armes, mais ne trouvèrent aucun élément de preuve. Une semaine plus tard, il exigea par courrier de Serpil Temiz Unvar un dédommagement pour de soi-disant harcèlements et dommages et annonça que, dans le cas où il décéderait, cette demande serait transférée à l’organisation qui lui succéderait. Unvar se sentit à nouveau menacé.
En octobre 2024, le père fut condamné à une amende de 21 600 euros pour incitation à la haine, injures, coercition et autres délits. Le tribunal constata chez lui deux formes de trouble délirant, mais qu'il était entièrement responsable de ses actes. La juge considéra qu’une peine de prison n’était pas appropriée, bien qu’il ne cesserait probablement pas de commettre des infractions à la loi. Sa conclusion était que la société devait supporter cet état de fait.

## Réactions

### Réactions nationales
- Le maire social-démocrate de Hanau, Claus Kaminsky (de), évoque une « soirée terrible, qui nous hantera certainement pendant très, très longtemps. Il a demandé d'éviter toute spéculation et appelé les habitants à la prudence. »[16].
- La députée conservatrice de la circonscription, Katja Leikert (de), déplore « C'est un véritable scénario d'horreur »[16].
- Le porte-parole du gouvernement, Steffen Seibert (de), écrit sur Twitter : « Les pensées vont aux gens de Hanau ce matin, au milieu desquels un crime effroyable a été commis ». « Une profonde inquiétude va aux familles concernées, qui pleurent la perte de leurs morts », a-t-il ajouté. Seibert a exprimé l'espoir que les blessés se rétabliraient bientôt[43].
- Konstantin von Notz, un homme politique allemand également expert en  renseignement, déclare : « Je suis profondément affecté par ces attaques terroristes horrifiques à Hanau. Mes pensées vont aux victimes, aux blessés et à leurs proches. Ma solidarité aux habitants de Hanau, spécialement aux citoyens dont l'Histoire est liée à l'immigration. Le contexte autour de ce crime et de l'auteur doivent être étudié minutieusement. Maintenant, c'est le temps de l'enquête. Mais il est également clair que l'agitation anti-migrante, l'utilisation d'un lexique antisémite et le mépris envers l’État et les médias, comme le pratique systématiquement l'AFD depuis des années, a des conséquences fatales. »[4].
- Le ministre de l'Intérieur de Bavière Joachim Herrmann considère qu'il s'agit d'une « attaque de droite radicale »[4].
- La chancelière Angela Merkel déclare au sujet des attentats que « Le racisme est un poison, la haine est un poison. Et ce poison existe dans notre société, depuis les actes de la NSU jusqu'au meurtre de Walter Lübcke et aux assassinats de Halle »[44]. Pour elle, « il y a de nombreuses indications selon lesquelles l’auteur a agi mû par des idées d’extrême droite, racistes, par haine contre des personnes d’origine, de croyance ou d’apparence différentes »[40].
- Le ministre de l'Intérieur Horst Seehofer refuse que soit « relativisée » la motivation raciste du suspect de Hanau, au motif que son manifeste témoigne d'un sentiment ancien de persécution et développe des théories complotistes[10].
- La ministre de la Justice Christine Lambrecht estime que la violence d'extrême droite représente « le principal danger » pour la démocratie allemande, non seulement en raison du « nombre » de suspects mais aussi de « l'intensité » de leur détermination[10].
- Plusieurs organisations condamnent l'attentat, dont le Conseil Central des Musulmans, la Confédération des Associations Kurdes d'Allemagne, et le Conseil Central des Juifs[4].
- Dans la nuit du 20 au 21 février, des rassemblements sont organisés dans une cinquantaine de grandes villes allemandes[9], en solidarité avec les victimes, pour demander une meilleure protection des minorités, et pour rejeter la haine inter-raciale, le racisme et l'intolérance[45]. A Hanau, le rassemblement attire plusieurs centaines de personnes[45].

### Réactions internationales
- France : le président français Emmanuel Macron tweete : « Une immense tristesse et mon plein soutien à l’Allemagne face à cette attaque tragique. Nos pensées vont aux victimes et aux familles en deuil. Je suis aux côtés de la Chancelière Angela Merkel dans ce combat pour nos valeurs et la protection de nos démocraties. »[46]. L'ex-ministre de la Justice Rachida Dati, dans le cadre de la campagne des élections municipales à Paris, parle de « laxisme », critique la politique migratoire d’Angela Merkel et celle d'Anne Hidalgo, et affirme que « quand vous ne cadrez pas cet accueil de migrants, dont la majorité n'a pas la même conception du vivre ensemble que la nôtre, […] il y a des affrontements »[47].
- Turquie : le président turc Recep Tayyip Erdoğan critique l'Allemagne pour ne pas lutter suffisamment contre l'islamophobie selon lui, puis il condamne une « attaque raciste »[4]. Le ministre des affaires étrangères turc Mevlüt Çavuşoğlu annonce à la télévision TRT que le consulat de Turquie à Francfort et l'ambassade de Turquie à Berlin tentent de récupérer le plus d'informations possibles sur l'attentat, et que « Selon les premières informations, il s'agit d'une attaque à motivation raciste, mais nous avons besoin d'attendre une confirmation [officielle] »[4]
- Union européenne : la présidente de la Commission européenne et ex-ministre de la Défense allemande d'Angela Merkel, Ursula von der Leyen, s'est dite « profondément choquée » par ces fusillades[46].